# 야무수크로
야무수크로(프랑스어: Yamoussoukro, 문화어: 야무쑤끄로)는 코트디부아르의 법률상 수도이자 자치구이다. 2014년 인구 조사에 따르면, 야무수크로는 212,670명의 인구가 있는 코트디부아르에서 다섯 번째로 인구가 많은 도시이다. 아비장에서 북서쪽으로 240km (150mi) 떨어진 곳에 위치한 야무수크로 지역은 구불구불한 언덕과 평원 사이에서 2,075 제곱 킬로미터의 면적을 차지하고 있다.
비록 이전 수도 아비장이 여러 정치적 기능을 유지하고 있지만, 야무수크로는 1983년 코트디부아르의 법적 수도가 되었다. 2011년 이전에, 현재 야무수크로 지역은 라크주의 일부였다. 이 지역은 2011년에 만들어졌으며, 아티에구아크로현과 야무수크로현 부서로 나뉜다. 이 지역은 총 169개의 정착지를 포함하고 있다. 야무수크로는 야무수크로현의 하위 현이며 2012년부터 야무수크로는 야무수크로 자치구의 유일한 코뮌이기도 하다.

## 통치

야무수크로 자치구의 위치

2001년부터, 그 도시는 야무수크로현의 일부로서 통치되었고 라크주로 통합되었다. 2011년, 그 부서는 폐지되었고 야무수크로 자치구가 만들어지고 나머지 라크주로부터 분리되었고, 이것은 별개의 구역이 되었다.
대부분의 구와 달리 야무수크로 자치구는 지역으로 세분화되지 않다. 그러나 이 구는 부서, 하위 현 및 코뮌으로 구분되었다. 이 구는 아티에구아크로와 야무수크로의 부서로 구성되었다. 부서는 다시 아티에구아크로, 코소우, 롤로보, 야무수크로의 하위 현으로 나뉜다. 하나의 코뮌이 있으며, 이 코뮌은 야무수크로라고도 명명되며, 이 지역과 동일한 국경을 공유다. 2011년 야무수크로 시장의 자리는 국가 원수가 임명하는 구청장으로 대체되었다.

## 기후
야무수크로는 쾨펜의 기후 구분 체계 하에서 사바나 기후 (Aw)를 특징으로 한다. 야무수크로는 3월부터 10월까지 이르는 긴 우기와 남은 4개월을 포함하는 더 짧은 건기를 특징으로 한다. 서아프리카의 다른 많은 도시들처럼, 야무수크로는 도시의 건기의 주요 원천인 하마탄의 영향을 받는다. 긴 우기에도 불구하고, 야무수크로는 아비장에서 경험하는 강우량의 수준을 보지 못한다. 야무수크로는 평균적으로 매년 약 1,130 밀리미터의 강수량을 보인다.
| 야무수크로의 기후                      | 야무수크로의 기후 | 야무수크로의 기후 | 야무수크로의 기후 | 야무수크로의 기후 | 야무수크로의 기후 | 야무수크로의 기후 | 야무수크로의 기후 | 야무수크로의 기후 | 야무수크로의 기후 | 야무수크로의 기후 | 야무수크로의 기후 | 야무수크로의 기후 | 야무수크로의 기후 |
| 월                                     | 1월               | 2월               | 3월               | 4월               | 5월               | 6월               | 7월               | 8월               | 9월               | 10월              | 11월              | 12월              | 연간              |
| -------------------------------------- | ----------------- | ----------------- | ----------------- | ----------------- | ----------------- | ----------------- | ----------------- | ----------------- | ----------------- | ----------------- | ----------------- | ----------------- | ----------------- |
| 일평균 최고 기온 °C (°F)               | 31.5 (88.7)       | 33.5 (92.3)       | 33.5 (92.3)       | 32.9 (91.2)       | 31.7 (89.1)       | 30.1 (86.2)       | 28.6 (83.5)       | 28.5 (83.3)       | 29.3 (84.7)       | 30.1 (86.2)       | 30.7 (87.3)       | 30.1 (86.2)       | 30.9 (87.6)       |
| 일일 평균 기온 °C (°F)                 | 25.2 (77.4)       | 27.3 (81.1)       | 27.6 (81.7)       | 27.3 (81.1)       | 26.5 (79.7)       | 25.6 (78.1)       | 24.5 (76.1)       | 24.5 (76.1)       | 24.8 (76.6)       | 25.2 (77.4)       | 25.5 (77.9)       | 24.5 (76.1)       | 25.7 (78.3)       |
| 일평균 최저 기온 °C (°F)               | 18.9 (66.0)       | 21.2 (70.2)       | 21.8 (71.2)       | 21.8 (71.2)       | 21.3 (70.3)       | 21.1 (70.0)       | 20.4 (68.7)       | 20.6 (69.1)       | 20.4 (68.7)       | 20.4 (68.7)       | 20.3 (68.5)       | 19 (66)           | 20.6 (69.1)       |
| 평균 강수량 mm (인치)                  | 13 (0.5)          | 42 (1.7)          | 108 (4.3)         | 126 (5.0)         | 155 (6.1)         | 165 (6.5)         | 88 (3.5)          | 83 (3.3)          | 170 (6.7)         | 125 (4.9)         | 36 (1.4)          | 15 (0.6)          | 1,126 (44.5)      |
| 출처: Climate-Data.org, altitude: 236m |                   |                   |                   |                   |                   |                   |                   |                   |                   |                   |                   |                   |                   |